# دافيدي أجازي
دافيدي أجازي (بالإيطالية: Davide Agazzi)‏ (2 يونيو 1993 في إيطاليا - ) هو لاعب كرة قدم إيطالي في مركز الوسط. لعب مع أتالانتا ونادي كاتانيا ونادي سافونا ‏ ولانشانو كالتشيو 1920 ‏.

## روابط خارجية
- دافيدي أجازي على موقع قاعدة بيانات كرة القدم.إي يو (الإنجليزية)
- دافيدي أجازي على موقع Soccerway.com (الإنجليزية)
- دافيدي أجازي على موقع عالم كرة القدم.نت (الإنجليزية)